# Sames
Sames – miejscowość i gmina we Francji, w regionie Nowa Akwitania, w departamencie Pireneje Atlantyckie.
Według danych na rok 1990 gminę zamieszkiwało 378 osób, a gęstość zaludnienia wynosiła 29 osób/km² (wśród 2290 gmin Akwitanii Sames plasuje się na 811. miejscu pod względem liczby ludności, natomiast pod względem powierzchni na miejscu 877.).